# Wedge Tomb von Newgrove
Das Wedge Tomb von Newgrove, auf OS-Karten als „Giant’s Grave“ markiert, liegt westlich von Tulla und Newgrove (Ballyslattery, irisch Baile Uí Shlatara) im County Clare in Irland.
Es ist ein kleines, gut erhaltenes Wedge Tomb (deutsch Keilgrab, früher wedge-shaped gallery grave genannt). Der größte Teil seiner Außenfassade, das Dach und einige Steine des Rundhügels sind erhalten. Vier bemooste Steine im Nordwesten der Kammer können Randsteine sein.
Ein loser Sandsteinblock am Ostende der Kammer mit einer 9,0 cm tiefen, runden Vertiefung von etwa 27,0 cm Durchmesser kann ein Bullaun sein.